# Palpomyia
Palpomyia is een geslacht van stekende muggen uit de familie van de knutten (Ceratopogonidae).

## Soorten
- P. albipennis Kieffer, 1901
- P. aldrichi (Malloch, 1915)
- P. algeriana Clastrier, 1962
- P. altispina Grogan and Wirth, 1975
- P. angustipennis Kieffer, 1919
- P. armata Kieffer, 1921
- P. armatipes Wirth, 1952
- P. armipes (Meigen, 1838)
- P. aspina Grogan and Wirth, 1979
- P. aterrima Goetghebuer, 1921
- P. atricoxa Kieffer, 1919
- P. basalis (Walker, 1848)
- P. belkini Grogan and Wirth, 1979
- P. bispinosa Kieffer, 1915
- P. bottimeri Grogan and Wirth, 1979
- P. brachialis (Haliday, 1833)
- P. brevicornis Edwards, 1926
- P. calderana Stora, 1936
- P. canadensis Grogan and Wirth, 1979
- P. castellana (Strobl, 1900)
- P. citrinipes Kieffer, 1922
- P. concoloripes Clastrier, 1962
- P. craponnei Clastrier, 1962
- P. cressoni (Malloch, 1915)
- P. croatica Kieffer, 1919
- P. csikii Remm, 1981
- P. distincta (Haliday, 1833)
- P. downesi Grogan and Wirth, 1979
- P. flaviceps (Johannsen, 1908)
- P. flavipes (Meigen, 1804)
- P. flavitarsis (Meigen, 1838)
- P. flavitibialis Santos Abreu, 1918
- P. flaviventris (Czerny & Strobl, 1909)
- P. fulvescens Kieffer, 1919
- P. globulifera Remm, 1971
- P. grossipes Goetghebuer, 1920
- P. hastata Grogan and Wirth, 1975
- P. helviscutellata Borkent, 1997
- P. infuscata Kieffer, 1919
- P. jamnbacki Grogan and Wirth, 1979
- P. jonesi Grogan and Wirth, 1975
- P. kernensis Wirth, 1952
- P. korni Havelka, 1980
- P. lineata (Meigen, 1804)
- P. lineatus (Meigen, 1818)
- P. linsleyi (Wirth, 1952)
- P. lundstroemi Remm, 1981
- P. luteifemorata Edwards, 1926
- P. luteiventris Santos Abreu, 1918
- P. macracantha Clastrier, 1962

- P. magnispinosa Clastrier, 1962
- P. melacheira Remm, 1976
- P. morenae (Strobl, 1900)
- P. nana Zilahi-Sebess, 1934
- P. nigridorsum Kieffer, 1919
- P. nigrina Clastrier, 1962
- P. nigripalpis Goetghebuer, 1934
- P. nigripecta Kieffer, 1919
- P. nigripes (Meigen, 1830)
- P. nigritarsalis Remm, 1976
- P. novitibalis Grogan and Wirth, 1975
- P. obscurella Clastrier, 1962
- P. occidentalis Grogan and Wirth, 1979
- P. panacantha Clastrier, 1962
- P. plebeiella Grogan and Wirth, 1975
- P. plebeius (Loew, 1861)
- P. polyacantha Clastrier, 1962
- P. praeusta (Loew, 1869)
- P. praeustus (Loew, 1869)
- P. pseudorufa Grogan and Wirth, 1975
- P. puberula Remm, 1976
- P. pubescens Kieffer, 1919
- P. quadrispinosa Goetghebuer, 1920
- P. quadristriata (Strobl, 1910)
- P. raignieri Goetghebuer, 1931
- P. remmi Havelka, 1974
- P. riouxi Huttel & Huttel, 1951
- P. rossica Remm, 1965
- P. rubiginosa Grogan and Wirth, 1975
- P. rufipes (Meigen, 1818)
- P. rufus (Loew, 1861)
- P. scalpellifera Grogan and Wirth, 1975
- P. schmidti Goetghebuer, 1934
- P. semiermis Goetghebuer, 1914
- P. serripes (Meigen, 1818)
- P. spinipes (Meigen in Panzer, 1806)
- P. stonei Wirth, 1951
- P. subasper (Coquillett, 1901)
- P. succincta (Meigen, 1818)
- P. terrea (Meigen, 1818)
- P. tibialis (Meigen, 1818)
- P. tinctipennis Kieffer, 1919
- P. trifasciata Wirth, 1952
- P. vallouisensis Clastrier, 1962
- P. variipila Kieffer, 1924
- P. venetiae Harant, Huttel & Huttel, 1952
- P. walteri Grogan and Wirth, 1979
- P. weemsi Grogan and Wirth, 1979
- P. zernyi Goetghebuer, 1934